# Ambassade d'Eswatini en Belgique
L'ambassade d'Eswatini en Belgique est la représentation diplomatique du royaume d'Eswatini au Royaume de Belgique. Elle est située à Bruxelles et son ambassadeur est Sibusisiwe Mngomezulu, depuis 2017. Elle est également la représentation de ce pays auprès de l'Union européenne et de la France.

## Ambassade
L'ambassade est située avenue Winston Churchill à Bruxelles.

## Ambassadeurs du Swaziland en Belgique
Depuis le 19 avril 2017, l'ambassadeur d'Eswatini en Belgique est Sibusisiwe Mngomezulu.